# Papworth Everard
Papworth Everard è un villaggio e parrocchia civile dell'Inghilterra, appartenente alla contea del Cambridgeshire.